# Mike O'Dowd (attore)
Mike O'Dowd (... – 5 settembre 1977) è stato un attore statunitense.
Caratterista che recitò in diversi film ed episodi di serie televisive negli anni cinquanta e sessanta, noto anche come Mick O'Dowd.